# Los Piojos: El Reencuentro Más Esperado
Es la octava gira que realizó la banda de rock argentino Los Piojos. Comenzó el 14 de diciembre de 2024 y terminó el 22 de junio de 2025. Se realizó para recorrer toda su discografía. Marcó el regreso a escena tras 15 años de ausencia. Es la primera gira que la banda llevó a cabo sin dos de sus integrantes originales, el fallecido Gustavo Kupinski y su bajista fundador Miguel Ángel Rodríguez. El último decidió no participar del reencuentro de la banda por diferencias con el resto de la misma. En lugar de los dos mencionados, se unieron a la banda Luciana Valdés en el bajo y Juan Manuel Gigena Ábalos en la guitarra. El reencuentro arrancó con las primeras 5 fechas en La Plata, desarrolladas en el Estadio Único durante los días 14, 15, 18, 21 y 22 de diciembre, todas ellas a lleno total. Así terminaron el año.
Comenzaron el 2025 con las dos restantes fechas en La Plata, pactadas para el 25 y 26 de enero, llegando ya a siete conciertos, y convocando a más de 350.000 personas en todas esas noches. En febrero, la banda regresa al Cosquín Rock tras 16 años de su última participación en ese festival. Siguieron con un concierto en Tecnópolis, en el marco del regreso del Quilmes Rock, para luego seguir por Rosario, Mendoza y Córdoba. Luego, la banda dio un doblete en el Parque de la Ciudad, en donde en un principio se iba a cerrar la gira de reencuentro, tal como fue anunciado en un comunicado, donde aclararon que ya no hay peleas ni pasarán 15 años más. Sin embargo, a pedido del público, se anunció después un doblete en el estadio de River con fecha del 21 y 22 de junio, en donde cerraron un ciclo que empezó a latir con fuerza.

## Gira de regreso

### 2024
El 4 de septiembre, se anunció el regreso de Los Piojos mediante un video corto, donde publicaron las siguientes palabras: ¡Hay reencuentro! Se viene un nuevo Ritual Piojoso. Después de 15 años nos volvemos a encontrar. El escenario elegido para el reencuentro fue el Estadio Único de La Plata, donde ya tocaron en dos ocasiones anteriores. El 24 de septiembre se anunció la venta de entradas para el reencuentro de la banda. Sin embargo, el día anterior a la misma, se anunció que su bajista fundador, Miguel Ángel "Micky" Rodríguez, desistió de formar parte del regreso de la misma, mediante un comunicado muy duro, haciendo referencias a condiciones que no quiso aceptar. Ese mismo día, la banda posteó un comunicado en su cuenta oficial de Instagram, en donde aseguraron que el bajista estuvo en todas las reuniones y se mantuvo al tanto de todo. Por eso, ante la sorpresiva ausencia del mismo, la banda recluta a Luciana "Luli Bass" Valdés para su reemplazo, siendo luego bien recibida por gran parte de la crítica. Se transforma en la tercera mujer en sumarse a Los Piojos después de Rosana Obeaga (1988) y Lisa di Cione (1988-1993). En la guitarra, por otro lado, entró Juan Manuel Gigena Ábalos, actual miembro de Ciro y los Persas, para hacer honor a Gustavo Kupinski, fallecido el 4 de enero de 2011 a causa de un accidente de tránsito. Por eso, ya con nuevas incorporaciones, la formación del reencuentro de la banda fue la siguiente: Andrés Ciro Martínez (voz y armónica), Juan Manuel Gigena Ábalos (guitarra líder), Daniel "Piti" Fernández (guitarra rítmica, coros), Daniel "Dani" Buira (batería y percusión), Sebastián "Roger" Cardero (batería), Facundo "Changuito" Farías Gómez (percusión), Luciana "Luli Bass" Valdés (bajo, coros) y Miguel "Chucky" de Ipola y Juan Emilio Cucchiarelli (teclados).
Los días 14, 15, 18, 21 y 22 de diciembre, tras 15 años de silencio, la banda regresó al Estadio Único, con las primeras 5 funciones a lleno total. Se supuso que iban a ser únicamente dos fechas (14 y 15 de diciembre), pero debido al éxito y la alta demanda de entradas, la banda decidió agregar tres shows más (18, 21 y 22 de diciembre). Los primeros 5 conciertos marcaron el regreso a escena luego del largo parate iniciado tras el concierto del 30 de mayo de 2009 en el estadio de River. La última vez de la banda en el mítico escenario platense tuvo lugar el 22 de diciembre de 2007, en el marco de la presentación del último disco de la banda, titulado Civilización (2007). Además, la primera tanda de rituales del reencuentro de la banda marcó el debut formal de Juan Manuel Gigena Ábalos en la guitarra y Luciana "Luli Bass" Valdés en el bajo. En esa primera tanda de shows, la banda contó con una gran cantidad de invitados de lujo, entre ellos el hermano de Gustavo Kupinski (Matías Kupinski), Rodrigo Pérez y otros más. Con el segundo músico mencionado, la banda tocó los temas Entrando en tu ciudad y Reggae rojo y negro. En esas primeras 5 fechas, subieron al escenario los hijos de los miembros de la banda. Ocurrió durante la interpretación de Verano del '92. En el concierto de reencuentro (14 de diciembre), y después de 15 años, vuelve a subir Alejandro Dellosa, quien ya había subido al escenario de River el día de la separación de la banda. En el concierto del 18 de diciembre, mientras la banda interpretaba Muy despacito, Andrés Ciro Martínez rompió en llanto al recordar a su padre fallecido. En cada show, antes de que la banda interpretara su canción Sudestada, se proyectó en las pantallas del estadio un video homenaje a Gustavo Kupinski, acompañado de la versión instrumental de Ruleta a cargo de Chucky de Ipola. El concierto del 21 de diciembre fue transmitido vía Flow. Así se terminó el año.

### 2025
Comenzaron un nuevo año dando las dos fechas restantes en el Estadio Único los días 25 y 26 de enero. En el sexto concierto, la banda contó con la participación especial de la bellísima cantante uruguaya nacida en Argentina, Julieta Rada. Con ella interpretaron la canción Amor de perros. Este acontecimiento no sucedía desde los días 21 y 23 de febrero de 2006, cuando la banda tocó durante dos noches a lleno total en el estadio de River. En esas dos ocasiones, la banda contó con la participación especial de otra de las hijas de Rubén Rada. Se trata de la cantante Lucila Rada, también nacida en Argentina. Justo en ese instante, la banda se encontraba teloneando a sus pares británicos The Rolling Stones, quienes se encontraban desarrollando la gira de presentación de su álbum A Bigger Bang, ante un estadio totalmente lleno. En el séptimo concierto, la banda contó con un gran invitado de lujo. Se trata del legendario León Gieco, quien no cantaba con la banda desde hace 22 años. Con él, la banda interpreta la canción Pensar en nada, y todo ante la atenta mirada de un Estadio Único totalmente lleno. Contaron también con Emiliano Brancciari, líder de la icónica banda uruguaya No Te Va Gustar, con quien interpretaron la muy aplaudida canción Bicho de ciudad. Ya llevan 9 shows en este mítico escenario platense, que son los siguientes: 2004 (27 de noviembre), 2007 (22 de diciembre), 2024 (14, 15, 18, 21 y 22 de diciembre) y 2025 (25 y 26 de enero). Así se completó la serie de siete shows en el mítico escenario platense.
El 16 de febrero, la banda regresó tras 16 años al mítico festival Cosquín Rock. Su última vez en ese festival fue el 22 de febrero de 2009, meses antes de su separación. En el concierto, el líder de la banda cambió la letra de su tan ovacionada canción Llévatelo, en donde hicieron referencia al caso Libra, disparando muy fuerte contra Javier Milei. Tocaron junto a varios artistas, entre los que se encontraba Skay Beilinson, quien luego de terminar su minishow, se retiró muy enojado a causa de las constantes fallas técnicas que se suscitaron durante toda la velada. Tras eso, el legendario guitarrista le cedió su lugar a Los Piojos.
El 13 de abril, la banda regresó al Quilmes Rock luego de 16 años. El concierto tuvo su sede en Tecnópolis. La última vez que la banda tocó en ese festival tuvo lugar el 4 de abril de 2009, en un concierto que tuvo lugar en el estadio de River, en donde tocaron antes de separarse. En el concierto, la banda volvió a interpretar, luego de 25 años, la icónica canción del grupo británico The Rolling Stones, It's only Rock n' Roll (but I like it). Esta canción no sonaba desde el 15 de julio del 2000, cuando la banda dio su quinto concierto en el estadio Obras de su serie de siete shows. Además, la banda le dedicó su tema Civilización a los damnificados por las feroces inundaciones en Bahía Blanca del mes de marzo de 2025. El 26 de abril, después de 17 años, la banda regresó a Rosario para dar un mega ritual en el Hipódromo del Parque Independencia. Allí tocaron por última vez el 8 de noviembre de 2008 en el marco de la edición rosarina del Quilmes Rock. En el concierto, la banda tuvo como invitados a los hijos de dos de sus miembros. Se trata de Alejandro Ciro Martínez (hijo de Andrés Ciro Martínez), Caeteno Buira (hijo de Daniel Buira) y Danilo Fernández (hijo del Piti). Ocurrió durante la interpretación de Pistolas. Dos días antes del concierto, la banda aparece casi de sorpresa en el bar local Casa Brava, provocando el fervor de todos los asistentes al lugar. El mini show contó con los siguientes músicos: Andrés Ciro Martínez (voz y armócica), Daniel "Piti" Fernández (guitarra rítmica, coros), Daniel "Dani" Buira (batería y percusión), Juan Manuel Gigena Ábalos (guitarra líder), Rodrigo Pérez (guitarra invitada), Luciana "Luli Bass" Valdés (bajo) y Juan Emilio Cucchiarelli (teclados). El gran ausente en el concierto del 26 de abril, y de ahí en adelante, fue uno de sus dos tecladistas, el histórico Chucky de Ipola, debido a que atraviesa serios problemas de salud.
El 3 de mayo, la banda regresó nuevamente a Mendoza después de 18 años. El concierto tuvo lugar en el Teatro Griego Frank Romero Day, donde habitualmente suele realizarse la Fiesta Nacional de la Vendimia. La última vez que la banda tocó en tierras mendocinas fue el 21 de septiembre de 2007, cuando presentaron su último álbum mencionado más arriba. En el ritual, la banda volvió a interpretar, luego de 26 años, el tango Por una cabeza. No lo interpretaban en vivo desde el 30 de diciembre de 1999, cuando brindaron un multitudinario concierto gratuito en La Plata, ante más de 100.000 personas. Siete días después, la banda regresó a Córdoba y tocó en el playón de estacionamiento del Estadio Mario Alberto Kempes luego de 17 años. El último ritual en ese escenario tuvo lugar el 28 de septiembre de 2008 en la edición cordobesa del Quilmes Rock desarrollada en ese año. En el nuevo concierto, la banda contó con la participación especial de Los Caligaris, con quienes tocaron la icónica canción Como Alí. Los días 24 y 25 de mayo, la banda dio dos shows arrasadores en el Parque de la Ciudad, en donde en un principio se dijo que se iba a terminar la gira de reencuentro de la banda. En los shows convocaron a un total de 90.000 personas por noche, contabilizando un total de 180.000 piojosos entre esos dos rituales. Allí, el líder de la banda aseguró que no pasarán 15 años más para un próximo reencuentro de la banda, anunciando a su vez los conciertos de cierre de gira pactados para el 21 y 22 de junio de 2025 en el estadio de River. En los dos conciertos, la banda contó con la participación de una orquesta de cuerdas sobre el escenario, durante la interpretación de Vals inicial, que volvió a sonar en vivo tras 18 años. Además, la banda realizó un homenaje al pueblo palestino, durante la interpretación de su canción Langostas. En el concierto del 24 de mayo, en la antesala a los festejos por el Día de la Patria, la banda interpretó la Marcha de San Lorenzo, provocando que el público vibre y explote en aplausos. Ya finalizado el show, en la madrugada del 25, Andrés Ciro Martínez interpretó con su armónica el Himno Nacional Argentino ante un Parque de la Ciudad estallado, y luego vociferó ¡Feliz 25 de mayo! ¡Viva la Patria!. En el concierto del 25, la banda cuenta con la participación de Antonio Fernández, el otro hijo de Daniel Fernández, para interpretar Entrando en tu ciudad.
Los días 21 y 22 de junio, la banda regresó después de 16 años al estadio de River, en donde cerraron su gira de reencuentro con dos funciones a lleno total. La última vez que la banda tocó en ese mismo escenario tuvo lugar el 30 de mayo de 2009, ante 65.000 personas, algunas bailando sobre el escenario. Ya llevan 9 conciertos brindados en ese escenario, que son los siguientes: 2003 (20 de diciembre), 2006 (21 y 23 de febrero), 2007 (14 de abril), 2008 (5 de abril), 2009 (4 de abril y 30 de mayo) y 2025 (21 y 22 de junio). Tres de los 9 conciertos consistieron en la participación de la banda en el legendario festival Quilmes Rock. En ambos nuevos conciertos, la banda estrenó en vivo una nueva canción. Se trata de la primera pieza musical de la banda después de 18 años. Se titula Paciencia. En las horas previas a los dos shows, la banda tuvo momentos de charlas, bromas y hasta jugaron un mini partido de fútbol. El concierto del 21 de junio estuvo marcado por el regreso de uno de los dos tecladistas de la banda, Miguel "Chucky" de Ipola, después de un buen tiempo alejado de los escenarios por diversos problemas de salud. Al momento de subir al escenario, el tecladista se llevó una gigantesca y estruendosa ovación, antes de que empezara a sonar su canción Ruleta. El concierto del 22 de junio se desarrolló bajo una intensa lluvia, tal como ocurrió ese 30 de mayo de 2009. En los meses antes al doblete, una pequeña parte de los miembros de la banda (Juan Cucchiarelli, Piti Fernández y Luciana "Luli Bass" Valdés) fueron recompensados con la camiseta del equipo local, ya que son reconocidos hinchas millonarios. En ambos shows, la banda interpretó un tema que no sonaba desde hace 22 años. Se trata de la canción San Jauretche. En el concierto del 22 de junio se mostró un video del segundo gol de Diego Armando Maradona al combinado británico en pleno desarrollo de la Copa Mundial de Fútbol de 1986 que tuvo su sede en México, en donde en aquella fecha (22 de junio de 1986), el equipo argentino venció a la selección británica por 2 a 1 con dos goles del icónico astro argentino Diego Armando Maradona para el equipo local y uno de Gary Lineker para el equipo contrario. Al escucharse el grito del segundo gol de Maradona, con relato del legendario Víctor Hugo Morales de fondo, el estadio de River estalló en aplausos. Acto seguido, Andrés Ciro Martínez se aferra al micrófono, realiza su famoso recitado y, enganchado, empieza a sonar Maradó. El doblete del 21 y 22 de junio iba a ser realizado los días 14 y 15 de ese mes, pero por la reprogramación del partido de la Selección de fútbol de Argentina contra el equipo cafetero, previsto a realizarse inicialmente el 8 de junio y pospuesto luego al 10, se pasó a los días antes mencionados (21 y 22 de junio). Por ese motivo, la banda emitió un comunicado explicando los motivos de la reprogramación del doblete monumental. Así, la banda terminó ya su gira de reencuentro, aquella que se inició con un septeto de shows en el Estadio Único en 2024 (14, 15, 18, 21 y 22 de diciembre) y 2025 (25 y 26 de enero), además de haber recorrido otras ciudades mencionadas más arriba. En los dos últimos rituales, vuelve a subir nuevamente Rodrigo Pérez, con quien interpretan su tema nuevo Paciencia, Merecido, Reggae rojo y negro, Vals inicial, Entrando en tu ciudad y Unbekannt, además del mencionado más arriba, San Jauretche. El concierto del 22 de junio fue transmitido en vivo vía Flow, al igual que el concierto del 21 de diciembre de 2024 en La Plata. En ese último ritual (22 de junio), el líder de la banda se deshizo en elogios hacia la bajista Luciana "Luli Bass" Valdés, quien al escucharlo, soltó su característica sonrisa y fue ovacionada por todo el estadio. Resultó ser el ritual más largo de toda la carrera de Andrés Ciro Martínez, ya que han tocado 35 canciones durante más de tres horas, ante un estadio de River totalmente lleno y con la temperatura al rojo vivo, debido al fervor provocado por el público que desbordó el lugar pese al frío y la lluvia. En el concierto, el líder de la banda volvió a aclarar que la banda ya no está peleada ni volverán a pasar otros 15 años más para un próximo reencuentro. Así se cerró ya esta exitosa gira.
El 1 de julio, a pocos días de su doblete arrollador en el estadio de River (21 y 22 de junio), la banda posteó desde su cuenta oficial de Instagram una foto en la cual, tras el cierre de su gira de reencuentro, se mostraron en el estudio de grabación tras 18 años. Una semana después, la banda mostró un video donde puede verse el proceso de grabación de este tema nuevo. El 20 de julio, la banda lanza su primer sencillo en 18 años. Se trata de la canción Paciencia, primera pieza musical desde el lanzamiento de su último álbum, lanzado el 7 de agosto de 2007 y que lleva por nombre Civilización. Fue estrenada durante los shows de cierre de su gira de reencuentro, que tuvieron lugar el 21 y 22 de junio de 2025 en el estadio de River en dos noches a estadio lleno, ante más de 65.000 personas. Esta es la primera canción nueva de Los Piojos sin dos de sus músicos originales (Gustavo Kupinski y Miguel Ángel "Micky" Rodríguez). Por eso, y desde el reencuentro de la banda, la canción cuenta con la siguiente formación: Andrés Ciro Martínez (voz y armónica), Juan Manuel Gigena Ábalos (guitarra líder), Daniel "Piti" Fernández (guitarra rítmica), Daniel "Dani" Buira (batería y percusión), Luciana "Luli Bass" Valdés (bajo), Sebastián "Roger" Cardero (batería), Facundo "Changuito" Farías Gómez (percusión) y Juan Emilio Cucchiarelli (teclados). Fue grabada en los estudios Romaphonic.

## Repertorio
Representa el ritual del reencuentro del 14 de diciembre de 2024 en La Plata
1. "Te diría"
2. "Desde lejos no se ve"
3. "Babilonia"
4. "Ay ay ay"
5. "Todo pasa"
6. "Buenos tiempos"
7. "Llévatelo"
8. "Tan solo"
9. "Intro Maradó"
10. "Maradó
11. "Sudestada"
12. "Bicho de ciudad"
13. "Reggae rojo y negro"
14. "Fantasma"
15. "Motumbo
16. "Ruleta"
17. "Vine hasta aquí"
18. "Luz de marfil"
19. "Pacífico"
20. "Verano del '92"
21. "Como Alí"
22. "No parés"
23. "Fumigator"
24. "Muévelo"
25. "El farolito"
26. "Finale"
27. "Cruel"
28. "Himno Nacional Argentino"

## Conciertos
| Fecha                   | Ciudad                 | País      | Recinto                             |
| ----------------------- | ---------------------- | --------- | ----------------------------------- |
| América del Sur         |                        |           |                                     |
| 14 de diciembre de 2024 | La Plata               | Argentina | Estadio Ciudad de La Plata          |
| 15 de diciembre de 2024 | La Plata               | Argentina | Estadio Ciudad de La Plata          |
| 18 de diciembre de 2024 | La Plata               | Argentina | Estadio Ciudad de La Plata          |
| 21 de diciembre de 2024 | La Plata               | Argentina | Estadio Ciudad de La Plata          |
| 22 de diciembre de 2024 | La Plata               | Argentina | Estadio Ciudad de La Plata          |
| 25 de enero de 2025     | La Plata               | Argentina | Estadio Ciudad de La Plata          |
| 26 de enero de 2025     | La Plata               | Argentina | Estadio Ciudad de La Plata          |
| 16 de febrero de 2025   | Santa María de Punilla | Argentina | Aeródromo Municipal                 |
| 13 de abril de 2025     | Villa Martelli         | Argentina | Tecnópolis                          |
| 26 de abril de 2025     | Rosario                | Argentina | Hipódromo del Parque Independencia  |
| 3 de mayo de 2025       | Mendoza                | Argentina | Teatro Griego Frank Romero Day      |
| 10 de mayo de 2025      | Córdoba                | Argentina | Playón Estadio Mario Alberto Kempes |
| 24 de mayo de 2025      | Buenos Aires           | Argentina | Parque de la Ciudad                 |
| 25 de mayo de 2025      | Buenos Aires           | Argentina | Parque de la Ciudad                 |
| 21 de junio de 2025     | Buenos Aires           | Argentina | Estadio River Plate                 |
| 22 de junio de 2025     | Buenos Aires           | Argentina | Estadio River Plate                 |

## Conciertos suspendidos y/o reprogramados
| Fecha               | Ciudad, País            | Lugar               | Motivo                                                                                               |
| ------------------- | ----------------------- | ------------------- | --- |
| 14 de junio de 2025 | Buenos Aires, Argentina | Estadio River Plate | Se suspendió por la reprogramación del partido entre Argentina y Colombia. Se realizó el 21 de junio |
| 15 de junio de 2025 | Buenos Aires, Argentina | Estadio River Plate | También fue suspendido por este suceso. Se realizó el 22 de junio                                    |

## Formación durante la gira
- Andrés Ciro Martínez - Voz y armónica
- Juan Manuel Gigena Ábalos - Guitarra líder
- Daniel "Piti" Fernández - Guitarra rítmica
- Daniel "Dani" Buira - Batería y percusión
- Sebastián "Roger" Cardero - Batería
- Facundo "Changuito" Farías Gómez - Percusión
- Luciana "Luli Bass" Valdés - Bajo, coros
- Juan Emilio Cucchiarelli - Teclados
- Miguel "Chucky" de Ipola - Teclados

## Músicos invitados
- Matías Kupinski - Guitarra en gran parte de la gira
- Rodrigo Pérez - Guitarra en gran parte de la gira
- León Gieco - Voz en un concierto en La Plata
- Alejandro Ciro Martínez - Voz en los conciertos en Rosario, Mendoza y Buenos Aires
- Danilo Fernández - Guitarra en los conciertos en Rosario, Mendoza y Buenos Aires
- Caetano Buira - Batería en los conciertos en Rosario, Mendoza y Buenos Aires
- Antonio Fernández - Guitarra en dos conciertos en Buenos Aires
- Julieta Rada - Voz en un concierto en La Plata
- Emiliano Brancciari - Voz en un concierto en La Plata